# Venusia scitularia
Venusia scitularia là một loài bướm đêm trong họ Geometridae.